# Masakra na Jeżycach
Masakra na Jeżycach – masakra dokonana na polskich mieszkańcach Jeżyc (wówczas samodzielnej wsi, od 1900 części Poznania) przez żołnierzy pruskich, wieczorem 13 maja 1849.
Genezą wydarzeń było pogorszenie się stosunków polsko-niemieckich po powstaniu wielkopolskim w 1848. Masakra została zapoczątkowana kłótnią pomiędzy żołnierzami pruskimi, a kilkoma polskimi parobkami, którzy zażądali zagrania sobie przy drodze łączącej Jeżyce z Poznaniem Mazurka Dąbrowskiego. Sytuacja ta nie spodobała się przebywającym w tym miejscu żołnierzom. Szybko doszło do bójki. Żołnierze, którzy nie mogli dać sobie rady z zaprawionymi w bojach parobkami, posłali po pomoc na pobliski dworzec kolejowy, który wówczas znajdował się na Jeżycach, w rejonie ul. Gajowej. Przybyło stamtąd około pół batalionu wojska wspomaganego przez młodych cywilnych Niemców wyposażonych w drągi i kije. Początkowo wszystkich napotkanych na ulicach Polaków bito i znieważano, a następnie rozpoczęto włamania do domów mieszkalnych, gdzie tłuczono i rozbijano meble i wyposażenie, wyrywano okna i niszczono dobytek. Ciężko pobito wielu mieszkańców. Zabito gospodarza Remlejna i jego żonę, która zasłaniała dziecko. Śmiertelnie raniono nieznanego z nazwiska parobka od gospodarza Jeske. Okrutnie zamordowano również gospodarza Wagnera, któremu rozbito głowę na miazgę cegłą klinkierową. Dokonał tego nieznany żołnierz z 5. kompanii 8. pułku piechoty, którego mundur zbrukany krwią i mózgiem uniemożliwiał mu powrót do miasta. Przebrano go więc w ubranie cywilne i pod osłoną tłumu wprowadzono do Poznania. Mundur ten potem odnaleziono w aptece Fiedlerowej na Jeżycach i oddano go wraz z cegłą sołtysowi Jeżyc. Ostatecznie porządek we wsi zaprowadziło wojsko z garnizonu poznańskiego. Kilku żołnierzy złapanych na biciu mieszkańców  i niszczeniu mienia aresztowano. Pruscy bandyci zamierzali pójść dalej na Górczyn, ale prawdopodobnie nie zrealizowali tego zamiaru.